# 東方花映塚 ～ Phantasmagoria of Flower View.

花映塚体験版 ver 0.02a主選單畫面

《東方花映塚 ～ Phantasmagoria of Flower View.》是由同人社團上海愛麗絲幻樂團所製作的彈幕射擊遊戲，是東方Project的第九個作品。作品標題中的英文部分是參照東方系列第3作《東方夢時空 ～ Phantasmagoria of Dim.Dream.》而來的，但兩個作品中的故事並無關連。

## 概要

《東方花映塚》遊戲畫面。本作是對戰射擊遊戲，與前三作有所不同。

本作於2005年4月1日發表推出的情報，在第2次「博麗神社例大祭」（5月4日）發佈有.wav版背景音樂的體驗版plus，6月12日開放網上下載體驗版，並在8月14日Comic Market 68正式發售。同年9月17日開始在同人商店委託販賣。除此之外，本作的體驗版plus的CD也有收錄在東方Project的書籍作品東方文花帖 ～ Bohemian Archive in Japanese Red.的CD-ROM內。
本作系統與前三作不同，為一隻類似《夢幻小妖精》的對戰射擊遊戲。遊戲模式分別有全9關的故事模式、可以選擇任何一個角色對戰的對戰模式（Match Mode），還有滿足一定條件後可以開放挑戰的Extra Mode。在對戰模式中，除了可與電腦、玩家對戰外，本作的最新版本（ver.1.50a）還可以在網上與其他玩家作連線對戰。

## 故事
春天到臨，百花盛放…這一年裏，所有不同季節盛開的花都一概在同一個季節內盛放。幻想鄉的所有少女們很快就察覺到這次異變的發生。為了解決異變，有些是因為好奇，有些是因為感到有責任，還有些因為覺得很沉悶，大家都各自出發尋找解決辦法。很快地，少女們都在紅魔館附近的「霧之湖」處出發，開始四處探求異變的解決方法。

## 遊戲系統
本作的遊戲類型與前3作有所不同，是一隻對戰型的彈幕射擊遊戲。戰鬥畫面會分為兩個，在故事模式中，自機側在左方，而電腦側則在右方；在對戰模式中，左側是1P，而右側是2P。

### 基本系統

#### 勝敗判定
畫面上方會有「陰陽玉」圖樣表示自機剩餘耐久值。一開始時為5個，當玩家被打中時會減少。當耐久值剩餘0.5時會有警告音效出現，在這時再被打中的話就判定為敗北。無論在一次打中會造成多少的耐久力損失，都要先減至0.5後再擊中一次才會判定為擊墜。

#### 基本行動
玩家要控制自機，在自機側的畫面上一邊閃避彈幕，一邊以射擊擊破「妖精」。當一隻妖精被擊破時會產生爆風，而且被此爆風捲入的妖精也會有爆風產生，造成連環擊破。爆風可在一定範圍消滅白彈（後述）。此外，在低速移動模式時會展開「吸靈結界」（吸霊フィールド），可以將「幽靈」活性化（詳細後述）。只要按緊儲力計（預設為發射鍵）並儲蓄計量到一格或以上放開的話，即可使出儲力攻擊。使用儲力攻擊時，角色會有一瞬間的無敵時間，並會使出特殊的彈幕對自機區域內的敵人攻擊。

#### 攻擊手段
彈幕攻擊
當擊破自機側的妖精，產生爆風消滅白彈後，會將白彈送到對手區域內。白彈可以重複往來，但來往一定次數後，會變成大型彈，無法再被爆風消滅。
幽靈攻擊
將妖精連鎖擊破，產生爆風將幽靈擊墜的話，會在對手側出現鳥形的幽靈。幽靈的耐久力比妖精強，擊破的爆風雖然會對單位造成損傷，但無法消滅白彈。幽靈進入自機展開的「吸靈結界」的有效範圍的話，將會被活性化，會停止前進，往正上方浮升。活性化了的幽靈耐久力較低，產生的爆風也變得能消去白彈。但是，在活性化後若一段時間內不能擊破的話，它會化成彈幕向自機襲來。
EX攻擊
主要的發動方法是擊破幽靈後，在對手區域產生特殊的彈幕攻擊。每個角色的EX攻擊都各有特色，並比一般的彈幕更有威脅性。
符卡攻擊，頭目符卡攻擊
使用儲力攻擊儲至二格或以上時即會發動。（詳細後述）

#### 連擊
當自機側的敵機、式是白彈因爆風而被連環擊破時，其連擊回數將會在自機側畫面左上角顯示出來。當連擊回數將加時，後述的符點會增加，並且送往對手側的白彈、幽靈和EX攻擊也會變得更多更密集。最大的連擊回數可顯示為999Hit。連擊在自機以射擊擊破敵機或是Miss時，將會重新計算。

#### 符點
符點是隨著擊破敵機而增加的點數，最多有6個位。此值可以以連擊不斷增加，即使連擊被中斷，在短時間內再次進行連擊的話，符點也會繼續增加。每當此值達到10萬、30萬、50萬時，會發動頭目符卡攻擊。另外，當此值達到999990上限值時，每擊破一次敵機皆可使分數增加5000點，被稱為彈幕開花宣言。當經過一段時間不擊破敵機或是Miss的話，符點將會歸零。

#### 莉莉懷特
在戰鬥開始一段時間後，若雙方都沒有Miss的話，雙方畫面會出現春之妖精－莉莉懷特，向雙方發射大量白彈和大型彈，並慢慢離去。莉莉懷特可被射擊擊墜。當其中一方的被擊墜後，會向對手送出大量EX攻擊，並會在自機側掉落道具。順帶一提，在故事模式9面時，出現的妖精會穿上黑服，莉莉懷特也不例外著上了黑色衣服（Fans們將此黑服的莉莉懷特和原本的莉莉懷特區別成兩個不同角色）。

#### 道具
當擊破莉莉白或頭目後，會掉落不同種類的道具。
- ：提升符點10萬點（注：若獲得此道具時並未進行連擊的話，效果將會無效）
- ：向對手送出無法以爆風消滅的彈幕
- EX：向對手送出大量EX攻擊
- G：使儲力計升至全滿

### 故事模式的規則（概要）
故事模式總共有9關，完成全9關後即會出現結局。玩家除了有耐久值之外還有一定數量的殘機，在一場戰鬥中敗北時，殘機數會減少一個。當沒有殘機時即會進入決定要否續關的畫面，最多可以續關3次。本作中即使續關也不會影響到結局。而電腦則不會有殘機，只要玩家在一場戰鬥中勝利的話即可將其擊敗，進入下一關。此外，第1-5關的電腦實力較弱，第6-9關的電腦則遠遠來得強。另外，如果自機被電腦擊敗一次的話，電腦的實力也會下降，不致於完全無法戰勝對手。

### 對戰模式的規則（概要）
對戰模式中，可隨意設定1P和2P的角色，全部在故事模式可使用的角色，在此模式也可選用。若在對決中被擊破2次的話，即判定為敗北。模式中可選擇玩家對電腦、玩家對玩家、電腦對電腦（觀賞）等方式進行。而在最新版ver.1.50a中，還可以與其他玩家的電腦進行連線對戰。

### Extra模式
當滿足一定條件後即可開放此模式。在故事流程上與故事模式無分別，一樣都有9關。唯一的是規則的差異。
規則
一開始時自機沒有殘機，而且不能續關（敗北的話須由第1關重新來過），不過殘機仍可透過提升分數並獲得增加。敵我雙方一開始就已經有全滿的儲力計，耐久力也只餘下0.5，使得任何一方Miss就立刻使戰鬥完結。Extra的最大特徵是"Timer"。對戰開始後此計時器會開始倒數，在倒數到0之前，即使對方電腦側中彈也不會視為Miss。當倒數到0:00時會有"Shoot Chance"，電腦的無敵狀態會解除。Extra模式的電腦的閃避彈幕能力比故事模式的來得弱，特別有時會出現時間倒數完時電腦就立即中彈被擊破的情況，造成時間倒數完，電腦就「自爆」的現象。

## 符卡系統
只要儲蓄儲力計至一定程度發動時，即會使出符卡攻擊（カードアタック），除了會有儲力攻擊的彈幕外，還會向對手的區域發動彈幕攻擊。

### 符卡攻擊
當儲力計量有2格以上時，不射擊的同時按下儲力鍵，即會開始儲力，當放開儲力鍵時，即會因應儲力的程度而發動攻擊。發動時能夠可以將自機附近一定範圍內的敵機以及不論爆風能否消去的敵彈全部消滅。在對對手的彈幕攻擊方面，儲力至2格時會送出可以消滅的彈幕，3格時則是不能消滅的。

### 頭目符卡攻擊
當儲力至4格時會發動稱為頭目符卡攻擊（ボスカードアタック）的特殊攻擊。在這時，對方的區域內會出現自機的分身，並對對手展開攻擊一段時間。而當分身在對手的區域出現期間，對手也發動頭目符卡攻擊的話，該分身會自動消滅，並且對手的分身會出現在自機的範圍內攻擊，反之亦然。此外，在自機的分身存在期間是無法重複出現分身一起攻擊的。除了出現頭目攻擊之外，發動頭目符卡攻擊時還能消去整個自機區域內的敵彈。頭目符卡攻擊的發動方法並不只限於儲力，當符點達到一定數值時，也一樣會出現分身，但就沒有儲力攻擊彈幕，並且不會消去自機區域內的敵彈。分身能夠被對手擊破，擊破後會掉下道具。

### 快速符卡攻擊
按下預設的鍵盤X鍵時，即會發動快速符卡攻擊（クイックカードアタック）。此時會消耗所有儲力計量，立刻按現有的儲力計量來發動不同程度的符卡攻擊。快速符卡攻擊的優點是無需儲力即可發動，適合用作緊急回避敵方彈幕用。不過儲力的符卡攻擊最少也會留下一格儲力計量，但快速符卡攻擊卻需完全消耗所有計量。換言之在發動之後，就會在一段時間內不能使出儲力攻擊，需要將計量重新增加到一格才能再次使用。

## 登場角色

### 前作中的角色
博麗 靈夢（博麗 霊夢，Hakurei Reimu）
博麗神社的巫女。雖然她覺得這異變不是她自己一個人的責任，但她認為如果她不去想辦法去解決異變的話，人們會把過失都怪在她的身上，於是就出發了。
霧雨 魔理沙（霧雨 魔理沙，Kirisame Marisa）
普通的魔法使。她注意到有些花本應會隨季節經過而凋謝下去，只是她沒有從這點認真考慮異變的成因，反而她只想找出「幕後黑手」，出發去找人「迫供」。
十六夜 咲夜（十六夜 咲夜，Izayoi Sakuya）
紅魔館的女僕。她也是為找尋異變起因出發，但比起好奇心，更因為這異變是一場危機。
魂魄 妖夢（魂魄 妖夢，Konpaku Youmu）
西行寺的庭師。她一邊觀賞百花齊開的盛況，一邊在思索異變的因由，只是她無法找到線索，所以只能一直在四處散步等候。不過在其他人沒有注意到的情況下，她卻留意到有些幽靈憑依了在花朵之中。
鈴仙·優曇華院·因幡（或譯作鈴仙·優曇華院·稲葉）（鈴仙·優曇華院·イナバ（レイセン·うどんげいん·イナバ），Reisen Udongein Inaba）
月兔。雖然她沒甚麼擔心花朵的盛放會帶來甚麼影響，但是後來發覺因為永遠亭的兔都因為那些花的緣故而四處吵鬧，因此唯有出發。最重要的是為了找帝回到永遠亭之中。
琪露諾（チルノ，Cirno）
以霧之湖作為根據地的妖精。雖然平時琪露諾的頭腦很差，但是在這次異變中，她不是只留意著花的開放，她更留意到60年前的1945年也有類似的異變發生。也許是她見妖精們都非常活潑起來，所以認為這次是妖精所為。只不過她似乎不太關心這次異變，和以往一樣，都只是想在異變之中喧鬧一番而已。
在本作的介绍图中，琪露诺被放在⑨的位置上，并以“⑨笨蛋”的介绍简单带过。此后“⑨”在爱好者之间成为了“笨蛋”的代名词。
莉莉卡·普莉茲姆利巴（リリカ·プリズムリバー，Lyrica Prismriver）
普莉茲姆利巴三姐妹之中的三女。和其他兩名姐姐不同，在她們之中，唯獨是她自己因為在這場異變中發現了合心意的獨奏場地和新的音響而感到有興趣。可惜，她一路上都被古怪的東西所擾亂，連路也迷失了。
梅露蘭·普莉茲姆利巴（メルラン·プリズムリバー，Merlin Prismriver）
普莉茲姆利巴三姐妹之中的次女。對這次異變完全不感興趣。
露娜薩·普莉茲姆利巴（ルナサ·プリズムリバー，Lunasa Prismriver）
普莉茲姆利巴三姐妹之中的長女。對這次異變完全不感興趣。
米斯蒂婭·蘿蕾拉（ミスティア·ローレライ，Mystia Lorelei）
夜雀。與莉莉卡相似地，她也是想找一個適合演唱的地方，向他人披露自己的歌藝。
因幡 帝（いなば てゐ， Inaba Tewi/Inaba Tei）
居住在永遠亭，作為地上兔的首領的妖怪兔。在這次異變中，她與一眾地上兔一起四處喧鬧起來。

### 射命丸 文
，Shameimaru Aya
種族：鴉天狗
住處：不明
能力：操縱風的能力
別名：
- 　最接近村落的天狗（《風神錄》）
- 　傳統的幻想記者（《文花帖（書籍）》、《花映塚》、《地靈殿》、《求聞史記》）
- 　風雨之鴉（《緋想天》）
- 　捏造新聞記者（《DS文花帖》）
- 　三流新聞記者（《虹龍洞》）

登場
- 《花映塚》次要自機，首次遊戲登場
- 《緋想天》《非想天則》可用角色
- 《風神錄》第四關頭目
- 《地靈殿》靈夢的支援角色
- 《文花帖》唯一主要自機
- 《DS文花帖》主要自機，也是姬海棠果路線的 Spoiler難度頭目
- 《儚月抄》4格漫畫登場，在REX版中回想場景中登場
- 《儚月抄》第九,二十,二十一話
- 《心綺樓》觀眾
- 《彈幕天邪鬼》六日目頭目
- 《天空璋》主要自機
- 《虹龍洞》全角色BAD Ending結局

主題曲：
- 　風神少女（《文花帖（書籍，完整版）》、《花映塚》、《文花帖》、《緋想天》、《非想天则》）
- 　妖怪之山　～ Mysterious Mountain（《風神錄》、《DS文花帖（音階不同）》）　

最早於《文花帖（書籍）》登場。千年前便居住在幻想鄉的天狗，擁有幻想鄉裡最高級別的力量，能夠以風的速度行動（不過文就會用以偷拍，其偷拍技巧在幻想鄉己是無人能及，被她盯上就沒有擺脫的權利）。喜歡小道消息。執筆報紙「文々。新聞（ぶんぶんまるしんぶん）」。《文花帖（書籍）》就是她把寫好了的新聞排版出來的。有著「事件的情報不足的話是絕不會拿來當新聞」的方針。雖然面對強者時禮貌端正、面對弱者則十分有威勢，但面對取材對象時不論何者也經常保持著禮貌。《文花帖（書籍）》中，有部份插圖看到其背上生有黑色的翅膀，內容也有提及自己生有黑色的翅膀（羽毛），可是《文花帖（遊戲）》和《花映塚》中卻沒有翅膀，《文花帖（書籍）》開頭的漫畫等，也有著沒有翅膀的插圖。《風神錄》中聽從大天狗的命令與入侵者接觸，作為第4關的頭目登場。跟博麗靈夢似乎有一定的關係只有碰到她才會說會手下留情，那時，換上了比《花映塚》時較為得體的衣裝上陣。「風神少女」是她身為記者與妖怪之山的社會的一員時的主題曲。因此在《風神錄》中，與她平時謹慎恭維的語調不同，換以通俗易懂的說話方式登場。還有，若根據《文花帖（遊戲）》的附錄.txt（おまけ.txt）中所提及的話，本來像《文花帖（遊戲）》的那種攝影概念，是ZUN在《紅魔鄉》制作完成後就已存在，為了實踐這個概念就必須讓「攝影是必然的某個角色」登場，文本角色就是為了這個目的而誕生。經常會把寫的報紙給博麗靈夢雖然本人似乎不太想要，有時會找博麗靈夢一起去取材。

### 梅蒂欣·梅蘭可莉
，Medicine Melancholy
種族：人偶
住處：無名之丘
能力：操縱毒的能力
別名
- 　小小的甘甜毒藥（《花映塚》、《求聞史紀》）
- 　對身體不好的人偶（《文花帖》）

登場
- 《花映塚》第七關頭目，及次要自機
- 《文花帖》LV4
- 《心綺樓》觀眾

主題曲
- 　劇毒身體　～ Forsaken Doll（《花映塚》）

名字中的「Medicine」直譯是「藥物」，「Melancholy」則是「憂鬱」。
被丟棄在鈴蘭花田的人偶，長年吸取了鈴蘭的毒而化成了妖怪。在「花映塚」的時點，只是好像變成了妖怪幾年而已，行為和言行還很幼嫩。
極度憎恨人類，有著很強的「人形開放（從人類手上解放人偶）」的願望，卻反被四季映姬說她的眼光太狹窄。在《花映塚》結局時與八意永琳成為了朋友，但好像仍沒有放棄「人形開放」的執念。身邊常常跟隨著一個像妖精或人偶的小生物，是什麼原作及設定中並沒有說。在故事中以「スーさん（小鈴）」來稱呼鈴蘭花。
須注意的是，她全身上下都是劇毒，摸了會腐蝕雙手，而且她對人類並不友善，也不知道永遠亭有沒有能治療的藥物。
活動範圍幾乎是在無名之丘的鈴蘭花海，偶爾會誤闖人之里。

### 風見 幽香
，Kazami Yuuka
種族：妖怪
能力：操縱花的能力
別名
- 　四季的花之君主（《花映塚》、《求聞史紀》）
- 　月黑美人（《稀翁玉》）

登場
- 《花映塚》第八關（一部份角色第七關），及次要自機
- 雖在PC-98版的東方Project中有登場，可是因為衣物與髮型都和《花映塚》時不一樣，且沒有“風見”的姓，一般也會當作花映塚的新角色。
- 《幻想鄉》第五、六關頭目
- 《怪綺談》主要自機
- 西方Project第2作「稀翁玉」中客串登場
- 《心綺樓》觀眾

主題曲
- 　睡眠的恐怖　～ Sleeping Terror（《幻想鄉》）
- 　幽夢　～ Inanimate Dream（《幻想鄉》）
- 　櫻花之戀塚　～ Flower of Japan（《稀翁玉》）
- 　今昔幻想鄉　～ Flower Land（《花映塚》）

十分喜歡各季節的花，一年中那裡有鮮花盛放，她就會去那個地方。好像是已生存了很久。雖然給人初次見面的形象是很悠然自得，但在遊戲中卻也有發怒的時候。跟PC-98版中的幽香一樣，花映塚的幽香是所有角色中移動速度是最慢的。在《花映塚》中的對話中得知，幽香和靈夢與魔理沙應該是認識的。ZUN也有解釋過「跟以前一樣魅魔和幽香等角色是活在博麗神社的附近的」，這設定並沒有改變過。比起使用魔術和妖術，更擅長近距離戰，以傘和花作為武器。會與強悍的對手交手，但對弱者一點興趣也沒有。
操縱花的能力是花加速成長或是讓枯萎的花開花等級的東西。不過對幽香而言，這只是附屬品般的東西，其實是純粹身體能力和妖力都很強大的妖怪。在舊作的設定裡，是在神社周圍的妖怪裡擁有最強等級力量的其中一人。
平時待在向日花田，偶爾會到人之里採購（大部分是花店）。會消滅掉擅自踏入花田中的人類或妖怪，對人或妖都相當不友善，很孤僻的妖怪。她的微笑被形容異常的恐怖。

### 小野塚 小町
，Onozuka Komachi
種族：死神
住處：三途之川
能力：操縱距離的能力
別名
- 　三途河道的引路人（《花映塚》）
- 　江戶時代氣質的死神（《文花帖》）
- 　困窘零落的死神（《茨歌仙》）

登場
- 《花映塚》第八關頭目，及Extra關卡主要自機（第八關位置以靈夢代替）
- 《緋想天》《非想天则》可用角色
- 《文花帖》LV10
- 《茨歌仙》第三話、第十二話
- 《心綺樓》觀眾

主題曲
- 　彼岸歸航　～ Riverside View（《花映塚》、《緋想天》、《非想天则》）

名字來自於平安時代的和歌才女「小野小町」。
閻王四季映姬的部下。負責在三途之川的河岸，告知死者們渡河的方法，並將亡魂引渡到閻王殿的擺渡人，可是她卻因為經常偷懶，而惹怒映姬。雖說工作只是負責與亡魂交談，卻樂在其中。是全作品中第二位以「あたい」為第一人稱的角色。「三月精」中，不知為何能看到本來應該是看不見的光之三妖精。她判斷善人和惡人的方法，並不是用罪的分量，而是有多少人衷心的去悼念死者。

### 四季映姬·亞瑪薩那度
，Shikieiki Yamaxanadu

種族：閻羅王
住處：無緣塚
能力：清楚地判斷是非黑白的能力
別名
- 　樂園的最高裁判長（《花映塚》）
- 　地獄的最高裁判長（《求聞史記》）
- 　令人感激的教誨（《文花帖》）
- 　幻想鄉負責的閻羅王（《鬼形獸》）

登場
- 《花映塚》第九關（最終）頭目，及Extra關卡主要自機（第九關位置以靈夢代替）
- 《文花帖》LV10
- 《幻想鄉百物語》
- 《心綺樓》觀眾
- 《鬼形獸》結局

主題曲
- 　第六十年的東方裁判　～ Fate of Sixty Year（《花映塚》）

小野塚小町的上司。四季映姬是名字，亞瑪薩那度（樂園的閻魔）（ヤマザナドゥ）則是官職名。是梵文「閻羅王」的意思，則是英語「樂園（幻想鄉）」的意思。她是一名說教魔，「花映塚」中對來訪無緣塚的人類與妖怪們進行了「積德」的說教，EX時則視察她們有沒有在積德。在官方小說「紫香花」的描述中，八雲紫似乎不擅長與像四季映姬的人打交道，結果在四季映姬到達之前，八雲紫就離開了。在《求聞史記》則提到幻想鄉的妖怪都很怕她，只要她一出現妖怪都會藏起來。平時工作是負責給死者定罪。

## 外部連結
- 東方花映塚 官方網站 （页面存档备份，存于） （日語）